# St. Jakobus (Gielsdorf)
Die römisch-katholische Pfarrkirche St. Jakobus und Margaretha ist ein Kirchengebäude in Gielsdorf, einem Ortsteil von Alfter, einer Gemeinde im Rhein-Sieg-Kreis (Nordrhein-Westfalen). Sie steht als Baudenkmal unter Denkmalschutz.

## Geschichte und Architektur

Blick in die alte Kapelle

Der im Kern gewölbte, romanische Saalbau mit vorgesetztem Turm war ursprünglich im 12. Jahrhundert die Kapelle einer pfalzgräflichen Burg. Der Wandmalereizyklus von 1492 im dreiseitig geschlossenen Chor ist stark beschädigt. Es werden in zwei Reihen übereinander Szenen aus dem Leben Jesu und Darstellungen aus den Legenden der hl. Margareta und des hl. Jakobus gezeigt. Die Malereien wurden 1983/84 restauriert. Das ehemalige Kirchenschiff ist heute die Vorhalle einer neugotischen, zweischiffigen Backsteinhalle, die 1879/80 von Vincenz Statz errichtet wurde. Der Blockaltar aus dem 12. Jahrhundert wurde nachträglich versetzt.

## Orgel
Die Firma Orgelbau Klais aus Bonn wurde im Jahre 1899 mit der Errichtung einer Orgel in St. Jakobus beauftragt. Die Fertigstellung erfolge im Jahre 1900. Sie stellt heute eine der wenigen vollpneumatischen Orgeln der Gegend dar.
| I Hauptwerk |           |    |
| 1.          | Prinzipal | 8′ |
| 2.          | Flauto    | 8′ |
| 3.          | Oktave    | 4′ |
| 4.          | Gemshorn  | 2′ |

| 2. Manual |                  |    |
| 5.        | Lieblich Gedackt | 8′ |
| 6.        | Dolce            | 4′ |

| Pedal |         |     |
| 7.    | Subbass | 16′ |

- Koppeln:
  - Normalkoppeln: II/I, I/P, II/P, Sub II/I
- Spielhilfe: Tutti

## Glocken
Die drei Glocken der Kirche wurden 1955 von der Glockengießerei Mabilon aus Saarburg gegossen.
Glocke 1 wurde 1915 gegossen, musste jedoch 40 Jahre später bereits umgegossen werden.
| Nr. | Name       | Durchmesser (mm) | Masse (kg) | Schlagton (HT-1/16) | Inschrift                                                                               | Inschrift                                                                                               | Inschrift                                                                             |
| Nr. | Name       | Durchmesser (mm) | Masse (kg) | Schlagton (HT-1/16) | Vorderseite                                                                             | Am Schlagring                                                                                           | Rückseite                                                                             |
| --- | ---------- | ---------------- | ---------- | ------------------- | --------------------------------------------------------------------------------------- | --- | ------------------------------------------------------------------------------------- |
| 1   | Joseph     | 1110             | 820        | fis1 –5             | FAC NOS INNOCUOS, JOSEPH DECURRERE VITAM! (1)                                           | DA PACEM IESV SVPPLICANTIBVS AFLICTIS (2)                                                               | UMGEGOSSEN A.D. 1955 DURCH MABILON IN SAARBURG FUER DIE KATH. PFARRGEMEINDE GIELSDORF |
| 2   | Jakobus    | 0980             | 550        | gis1 –5             | SCTE JAKOBE, PATRONE NOSTER, SERVA VICO GIELSDORF FIDEM CATHOLICAM! (3)                 | CHRISTUS, DEM KÖNIG, SEI EHRE                                                                           | ME FECIT MABILON IN SAARBURG (4)                                                      |
| 3   | Margaretha | 0880             | 420        | ais1 –4             | PER INTERCESSIONEM SANCTAE MARGARETHAE LIBERA NOS, DOMINE, A FULGURE ET TEMPESTATE! (5) | DEM GEDÄCHTNIS DER VERMISSTEN UND GEFALLENEN DER PFARRGEMEINDE GIELSDORF DER KRIEGE 1914–18 UND 1939–45 | ME FECIT MABILON IN SAARBURG (4)                                                      |